# Potez 41
Il Potez 41M fu un bombardiere notturno quadrimotore monoplano ad ala bassa sviluppato dall'azienda aeronautica francese Avions Henry Potez nella prima metà degli anni trenta del XX secolo e rimasto allo stadio di prototipo.

## Storia del progetto
Nel 1932, la Societe des Avions Henri Potez progettò un idrovolante da trasporto a lunga autonomia, in grado di trasportare fino a 18 passeggeri. 
Nel 1933 il governo francese avviò un piano di potenziamento dell'Armée de l'air, noto come Plan d'Equipement 1, al cui interno era compreso un bando di gara per la realizzazione del “Bombardier de Nuit 5”, cioè di un bombardiere notturno plurimotore a cinque posti. Alla specifica BN.5 risposero sei ditte, la Bloch con l'MB.200, la Couzinet con i progetti 70 BN5, 63 BN5, 90 e 91, la Farman con i progetti F-212, F-221, F-222 e F-223, la Lioré et Olivier con i LeO-300 e LeO-301, la Potez con il 41M, e la Société Aérienne Bordelaise (SAB) con l'AB.21.
L'ufficio tecnico della Potez presentò il modello 41M, noto anche come 410, derivandolo dal progetto dell'idrovolante da trasposto passeggeri Potez 41, rivelatosi fallimentare.

## Descrizione tecnica
Aereo da bombardamento notturno, quadrimotore, monoplano, con cinque membri d'equipaggio. Monoplano ad ala bassa di costruzione interamente metallica. Il carrello d'atterraggio era triciclo posteriore retrattile con le gambe principali dotate ognuna di una coppia di ruote,  mentre il ruotino di coda, fisso, era anch'esso biciclo. L'impennaggio di coda era del tipo bideriva. La propulsione era affidata a 4 motori Hispano-Suiza 12Ybrs, a 12 cilindri a V di 60°, raffreddati a liquido, eroganti la potenza di 650 CV (478 kW), ognuno azionante un'elica bipala. I motori erano posizionati a coppie in configurazione traente-spingente sopra una apposita struttura di sostegno, separata dalla fusoliera, ed appoggiata sul dorso dell'ala in posizione sopraelevata. La posizione originale dei motori sulle ali è stata voluta affinché l'equipaggio potesse ispezionare e riparare i motori durante il volo. Dato che tale disposizione dei motori era una assoluta novità, vennero costruiti due modelli in scala dell'aereo,  designati Potez 41E.

## Impiego operativo
Fu costruito un solo prototipo, che andò in volo per la prima volta il 25 luglio 1934. Esso andò perso per incidente nel corso di un volo di collaudo avvenuto il 1 ottobre 1934, che causò la morte del capo collaudatore pilota Gustave Lemoine. A causa di un guasto meccanico Lemoine dovette abbandonare il velivolo, e data la mancata apertura del paracadute perse la vita nell'impatto con il suolo, mentre il meccanico rimasto a bordo sopravvisse miracolosamente allo schianto. Tale incidente causò la fine dello sviluppo del Potez 41M, che fu ritenuto troppo complesso ed inadatto a svolgere il ruolo per cui era stato progettato.

## Utilizzatori
Francia
- Armée de l'air